# Asianopis zhuanghaoyuni
Asianopis zhuanghaoyuni — вид павуків родини Deinopidae. Описаний у 2020 році.

## Поширення
Ендемік Китаю. Виявлений лише в місті Фучжоу провінції Фуцзянь на сході країни.

## Опис
Чоловічий голотип сягав 16,54 мм завдовжки, а жіночий паратип — 22,60 мм.